# بابريك السفلى (قهستان)
بابريك السفلى (بالفارسية: بابریک سفلی) هي مستوطنة تقع في إيران في قسم قهستان الريفي. يقدر عدد سكانها بـ 49 نسمة بحسب إحصاء 2016.